# Жермен Нуво

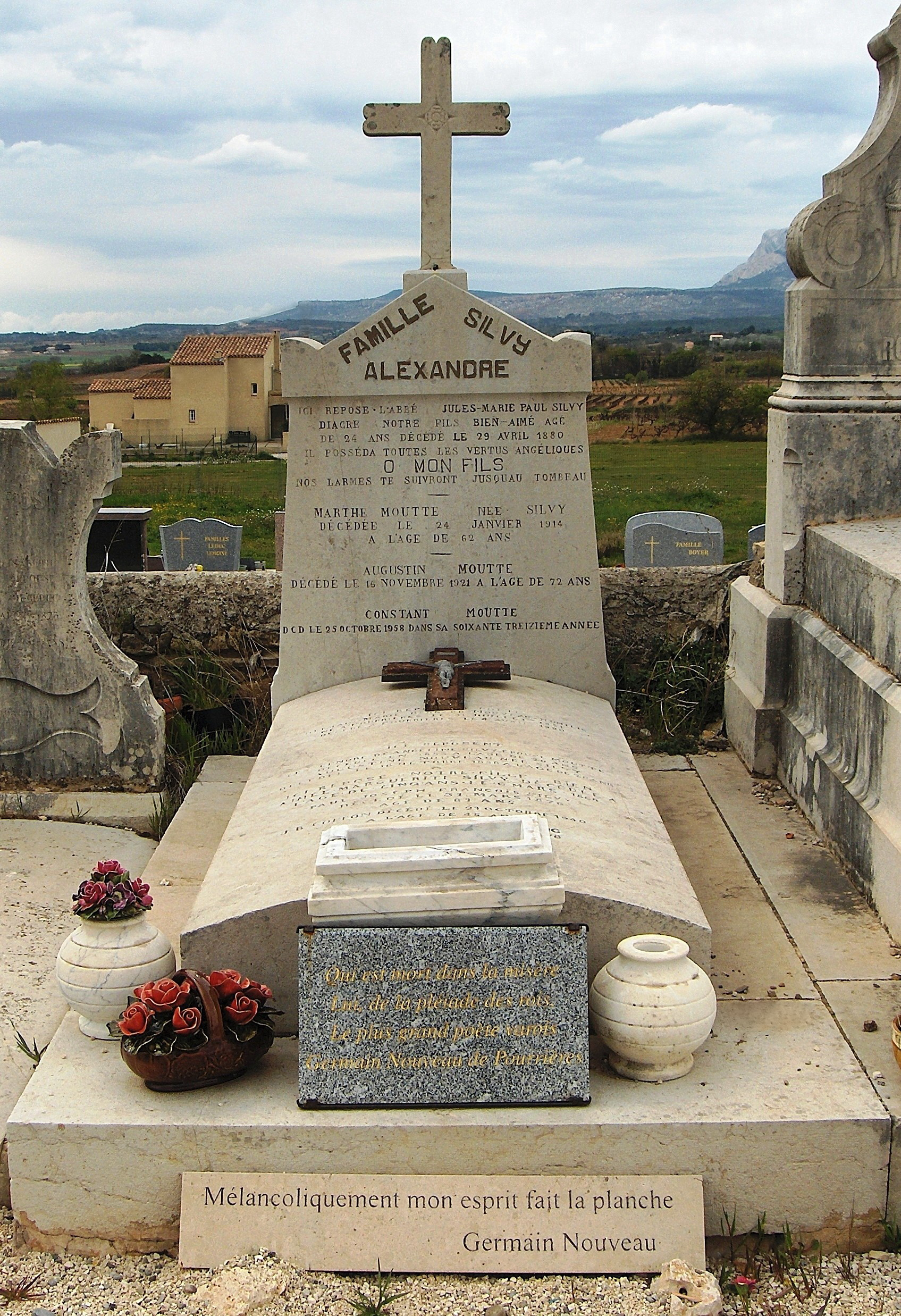
Могила Жермена Нуво в Пуррієрі

Жерме́н Нуво́ (фр. Germain Marie Bernard Nouveau, 31 липня 1851, Пуррієр, деп. Вар — 4 квітня 1920, там само) — французький поет-символіст.

## Біографія
У семирічному віці втратив матір, виховувався дідом. Навчався в Екс-ан-Провансі та Марселі, мав намір стати священиком. 1872 року оселився в Парижі, познайомився зі Стефаном Малларме, Рішпеном, Шарлем Кро, пізніше — з Артюром Рембо, почав публікуватися.
Подорожував з Рембо до Великої Британії, допомагав у редагуванні його книги «Осяяння». 1875 року познайомився з Верленом, отримав через нього від Рембо рукопис «Осяянь» для можливої публікації, був з ним у тривалих товариських стосунках. Стосунки між Рембо та Жерменом Нуво могли бути гомосексуальними, як припускають деякі біографи. Немає сумніву, що Жермен Нуво був геєм.
З 1878 року служив у Міністерстві освіти, подорожував, побував у Бейруті, викладав у Ізері та Парижі. Друкувався як журналіст, зокремаі — під численними псевдонімами.
1891 року потрапив у божевільню в Бісетрі, через декілька місяців вийшов звідти. Згодом вів життя бродяги, жебракував, як паломник побував у Римі та Сантьяго-де-Компостела. 1911 року повернувся в рідне містечко. Помер від тривалого голодування.

## Творчість і визнання
На відміну від Артюра Рембо Жермен Нуво не покидав писання віршів, проте відмовлявся публікувати свої твори. Вірші Нуво переважно були опубліковані після його смерті. 1904 року таємно від автора було опубліковано збірку «Доктрина любові», створену ще 1881 року. Збірка «Валентини» (опубл. 1922 року) виникла під впливом особистого кохання й містить переважно зразки любовної лірики.  
Жермен Нуво справив потужний вплив на Аполлінера та сюрреалістів — зокрема, Луї Арагон вважав його «зовсім не малим, а по-справжньому великим поетом, рівним Рембо». У Пуррієрі його іменем названо вулицю, на будинку, де він жив та помер, розміщено пам'ятну дошку.

## Твори
Переважна більшість творів Жермена Нуво була опублікована після смерті. Проте видавці та літературознавці виділяють такі його поетичні збірки та цикли:
- Premiers vers (1872–1878)
- Dixains réalistes
- Notes parisiennes
- La Doctrine de l'amour (1881)
- Sonnets du Liban
- Valentines (опубл. 1922)
- Ave Maris Stella
- Derniers vers (1885–1918)

### Основні видання
- Œuvres poétiques, édition de Jacques Brenner et Jules Mouquet, Gallimard, 2 vol., 1953–1955
- Sonnets du Liban, Zurich, Handpresse am Predigerplatz, 1956
- La doctrine de l'amour, Paris, Les bibliophiles franco-suisses (pour la société Le Livre contemporain), 1966, eaux-fortes de Henri Landier
- Œuvres complètes, jointes à celles de Lautréamont, édition de Pierre-Olivier Walzer, Gallimard, Bibliothèque de la Pléiade, 1970 (ISBN 2070103048)7.
- La Doctrine de l'amour, Valentines, Dixains réalistes, Sonnets du Liban, édition de Louis Forestier, Poésie/Gallimard, 1981 (ISBN 207032205X)
- L'Amour de l'amour, choix et présentation de Jacques Brenner, Éditions Orphée/Éditions de la Différence, 1992 (ISBN 2-7291-0767-3)
- Germain Nouveau, quelques premiers vers, édition de la Société de Découragement de l'Escrime, Bruxelles-Liège, 2009

## Українські переклади
Українською окремі твори Жермена Нуво перекладали Микола Терещенко, Михайло Москаленко (вірш «Любов»), Всеволод Ткаченко (другий переклад вірша «Любов»).